# Duba Pelješka
Duba Pelješka falu Horvátországban, Dubrovnik-Neretva megyében. Közigazgatásilag Trpanjhoz tartozik.

## Fekvése
Makarskától légvonalban 32 km-re délkeletre, Dubrovnik városától légvonalban 85, közúton 114 km-re északnyugatra, községközpontjától légvonalban 8, közúton 13 km-re nyugatra, a Pelješac-félsziget nyugati felének északi partján, a Szent Illés-hegy lábánál fekszik. Trpanj község legnyugatibb települése.

## Története
A félsziget barlangjaiban talált régészeti leletek tanúsága szerint területe már az őskorban lakott volt. Az itt elő első ismert nép az illírek voltak akiknek a község központjában Trpanj felett emelkedő Gradina nevű magaslaton és annak lejtőin erődített településük volt. Az illírek i. e. 30-ig uralták a térséget, amikor Octavianus hadai végső győzelmet arattak felettük. A római légionáriusok a félsziget több pontján letelepedtek magukkal hozva kultúrájukat, életmódjukat, szokásaikat. A római villagazdaságokban nagy mennyiségű gabonát, olívaolajat, bort, sózott halat és más élelmiszert állítottak elő, melyekkel élénk kereskedelmet folytattak. Ezek a tágas, kényelmesen berendezett épületek központi fűtéssel, díszes mozaikpadlóval, luxustárgyakkal rendelkeztek. A község területén több villagazdaság maradványa is megtalálható, közülük Duba területére esnek a dionicai és a zabašnicai épületromok, valamint egy római castrum maradványai.
A horvátok ősei a 7. században érkeztek erre a vidékre. A térség urai sűrűn váltogatták egymást, majd a 14. századtól a 18. század végéig a Raguzai Köztársasághoz tartozott. A köztársaságot képviselő kapitányok kezdetben Trstenicáról, majd Janjinából igazgatták. Egyházilag 1548 óta a donja vrućicai plébánia része. Duba 1767-től a Gozze család birtoka volt, majd tőlük 1773-ban Baldo Dobroslavić vásárolta meg. Tőle veje Ivan Bunić örökölte, aki egészen 1880-ig birtokolta. Közben 1806-ban a Raguzai Köztársaságot legyőző franciák uralma alá került, de Napóleon bukása után 1815-ben a berlini kongresszus a Habsburgoknak ítélte. 1857-ben 168, 1910-ben 199 lakosa volt. A település viszonylagos elszigeteltsége miatt (sokáig csak a tenger felől lehetett megközelíteni) már a 19. században megindult a kivándorlás, mely a 20. század elején folytatódott. 1902 és 1941 között 26 család hagyta el Dubát, legnagyobb részük Amerikába vándorolt ki. 1918-ban az új szerb-horvát-szlovén állam, majd később Jugoszlávia része lett. Nagy kivándorlási hullám volt az 1980-as években, amikor tíz év alatt a népesség száma közel a felére esett vissza. 1991-től a független Horvátországhoz tartozik. 2011-ben a településnek 44 lakosa volt, akik a donja vrućicai plébániához tartoztak.

## Népesség

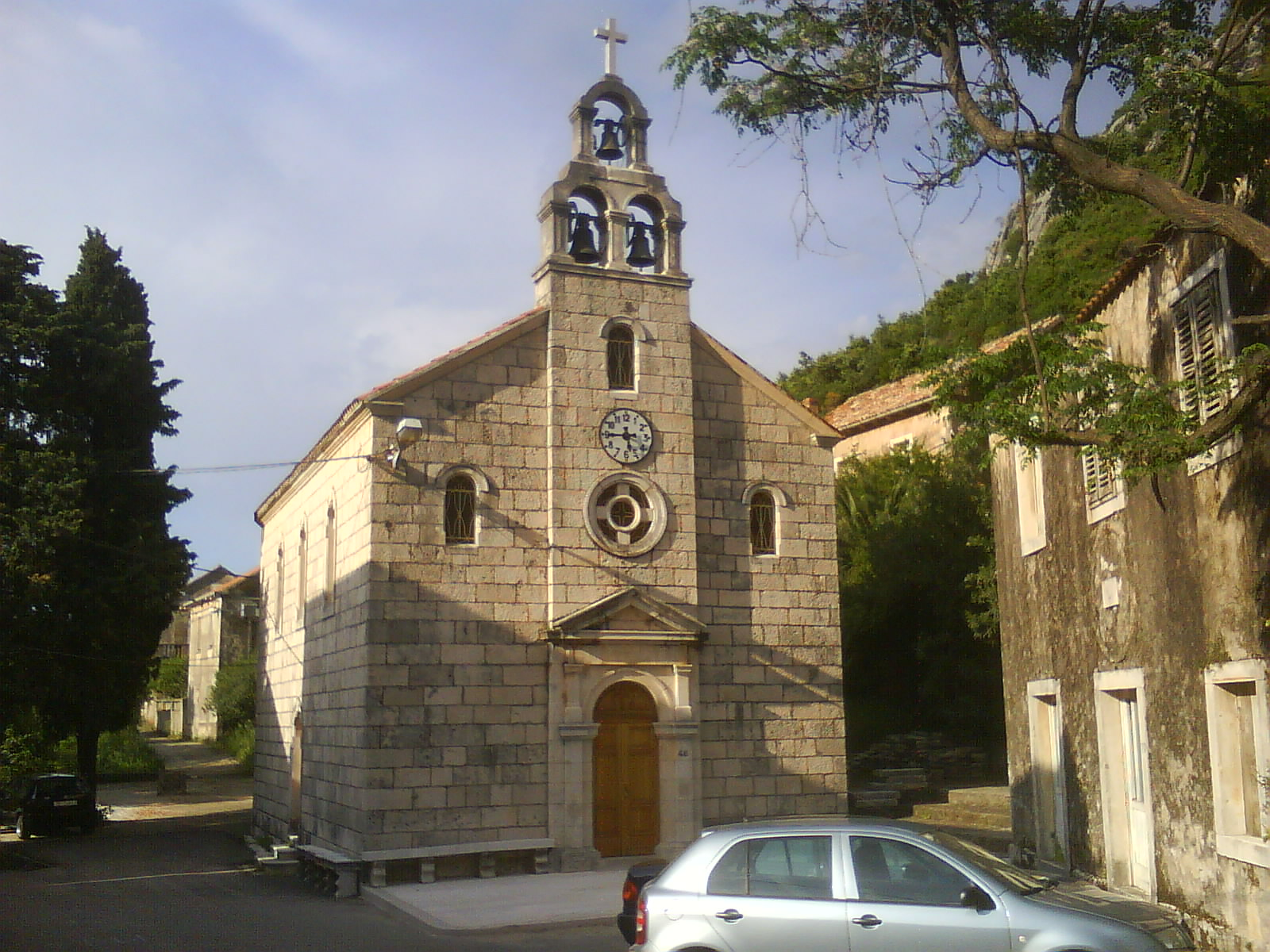
A Szent Antal templom

| Lakosság változása | Lakosság változása | Lakosság változása | Lakosság változása | Lakosság változása | Lakosság változása | Lakosság változása | Lakosság változása | Lakosság változása | Lakosság változása | Lakosság változása | Lakosság változása | Lakosság változása | Lakosság változása | Lakosság változása | Lakosság változása |
| ------------------ | ------------------ | ------------------ | ------------------ | ------------------ | ------------------ | ------------------ | ------------------ | ------------------ | ------------------ | ------------------ | ------------------ | ------------------ | ------------------ | ------------------ | ------------------ |
| 1857               | 1869               | 1880               | 1890               | 1900               | 1910               | 1921               | 1931               | 1948               | 1953               | 1961               | 1971               | 1981               | 1991               | 2001               | 2011               |
| 168                | 191                | 194                | 201                | 177                | 199                | 193                | 156                | 142                | 158                | 160                | 136                | 127                | 67                 | 54                 | 44                 |

## Nevezetességei
- Antiochiai Szent Margit tiszteletére szentelt temploma[4] a parton a kikötő közelében áll. A község egyetlen temploma, mely megőrizte középkori formáját. A 14. – 15. századi gótikus templomok jegyeit viseli magán és néhány fennmaradt dombormű töredékén. Négyszög alaprajzú épület sekély apszissal. Homlokzatán kis körablak, felül pedig egy harang számára kialakított harangdúc látható. Előterét kőkerítés övezi.
- Páduai Szent Antal temploma 1921-be épült a régebbi templom alapjain. Homlokzatát nagyméretű körablak, három hosszúkás, íves ablak és óra díszíti. Az oromzaton háromnyílású harangdúc található benne három haranggal.

## Gazdaság
A lakosság fő bevételi forrása a turizmus, a halászat és a mezőgazdaság.

## Oktatás
A településnek iskolája nincs, az itteni gyermekek Trpanjra járnak iskolába.